# Dardus bufo
Dardus bufo är en insektsart som först beskrevs av Walker 1851.  Dardus bufo ingår i släktet Dardus och familjen Eurybrachidae. Inga underarter finns listade i Catalogue of Life.